# 노무간

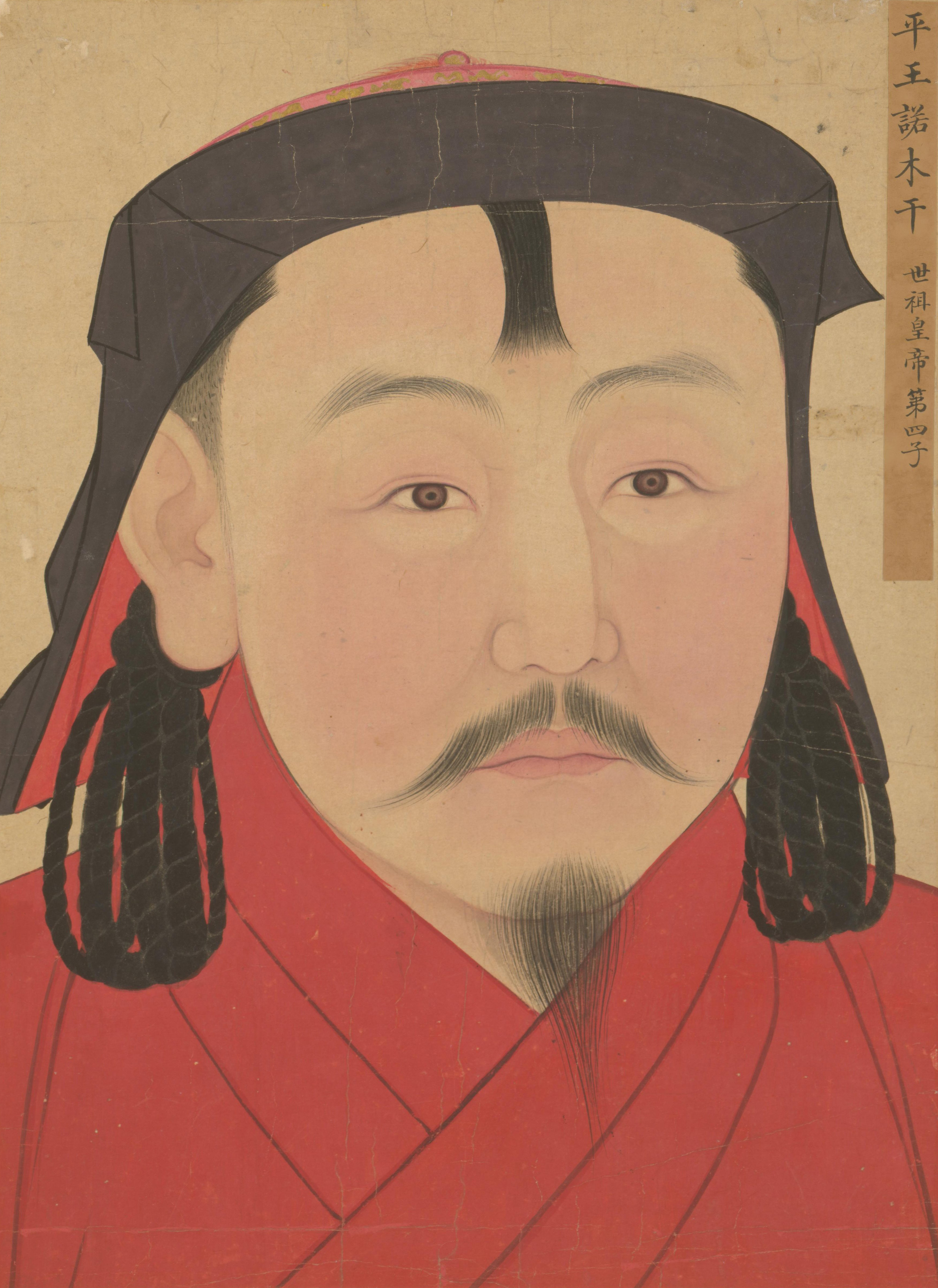
노무간

노무간(몽골어: ᠨᠣᠮᠤᠭᠠᠨᠨ,那木罕,  南木合, Nūmūghān, Номуган, 생년 미상 음력 6월 2일 ~ 1294년/1298년 음력 7월 4일 또는 1301년 음력 7월 4일) 또는 노무얀(Nomuγan, Nomuyan), 노모간(Номохан)은 몽골 제국과 원나라의 칸이자 친왕, 장군으로, 대원 세조 쿠빌라이 칸의 넷째 아들이다. 어머니는 차브이 카툰 황후이다. 페르시아어 사서 집사에는 누무간(نوموغان)으로 기록된다. 유력 황위 계승권자였으나 경쟁자인 조카들과의 경쟁에서 밀려났다.
1266년 북평왕(北平王)에 봉해지고, 1267년에 그는 오고타이 한국 카이두의 군대가 카라코룸에 들어가는 것을 막기 위해 북방으로 파견되었다.
1271년 승상 안통, 이복동생 코코추 등과 차가타이 칸국 정벌에 참전했다가, 시리기 등의 진중반란으로 요부쿠르, 살리만의 군사에 야밤에 사로잡혀, 차가타이 칸국에 보내져 감금당하기도 했다. 1277년에 탈출, 귀환했고, 1285년 혹은 1282년 북안왕(北安王)으로 개작되었다. 한자명은 나목한(那木罕) 또는 낙목간(諾木干), 나말간(那末罕), 나몰간(那沒罕), 약목한(諾木罕), 약목간(諾木干), 남목합(南木合), 남합(南合) 등이다. 노모칸(Nomokhan, Nomoqan)으로도 부른다. 시호는 귀정(歸定)이었다가, 뒤에 소정(昭定)으로 개칭되었다. 다른 왕족 제후왕에게 포로로 잡혔던 전력은 그의 제위 계승권에 수치스러운 전력으로 취급되었다.

## 생애

### 생애 초반
노무간의 정확한 출생년도와 출생지는 전하지 않으며, 1248년 무렵에 태어났다는 설이 있다. 정확한 생일은 전하지 않았으나, 중국 중앙연구원 역사어언연구소 연구원(中央研究院歷史語言研究所研究員)이자 중국 국립 칭화대학교 역사연구소 합빙 교수(國立清華大學歷史研究所合聘教授) 홍금부(洪金富)의 연구 결과 음력 6월 2일이 생일인 것이 확인되었다. 홍금부는 行香扁 37조에서 그의 생일과 기일을 찾아냈고, 이는  〈元《析津志•原廟•行香》篇疏證〉에 소개되었다.
원 세조 쿠빌라이 카안과 소예순성황후 차브이 카툰의 넷째 아들이었다. 할아버지는 툴루이 칸이고, 증조부는 칭기즈 칸이다. 그는 쿠빌라이 카안의 정실 소생 넷째 아들로, 요절한 도르지(朵儿只), 태자 친킴(眞金), 안서왕 망갈라(忙哥剌)의 동복 동생이었다. 한자명은 나목한(那木罕), 나목간(那木干) 또는 낙목간(諾木干), 남목합(南木合) 등으로, 당대에는 낙목간(諾木干)으로 불렸다. 원사에서도 그의 이름을 나목한, 나목한으로도 표기하고, 남목합 등으로도 표기하기도 한다. 원사의 일부 사본에는 오기로 남술합(南朮合), 나몰간(那沒罕) 등으로도 나타난다. 노무간의 성격, 어린시절과 소년기에 대한 기록은 나타나지 않는다.
노무간은 몽골어로 강한, 가뭄을 뜻하는 간(ган)과, 책, 경전을 뜻하는 노무(Ном)의 조합어이다. 페르시아계 사서 집사에는 그의 이름이 نوموغان로 나타난다. 일부 문헌에는 낙목간(諾木干)으로 나타난다. 한때 그는 몽골의 막내 상속 제도에 의해, 부모의 재산을 가장 많이 상속할 입장에 있는 적자 중 막내로서, 부황 쿠빌라이 칸의 유력한 후계자 후보였다. 중국의 한자 문헌에는 그의 이름이 나목한(那木罕), 낙목간(諾木干), 나말간(那末罕), 나몰간(那沒罕), 약목한(諾木罕), 약목간(諾木干), 남목합(南木合), 남합(南合) 등으로 다양하게 나타난다.
노무간의 어린 시절, 성격에 대한 기록은 전하지 않는다. 1248년 쿠빌라이 카안의 명으로 형제들과 글을 배우기 시작했다. 이때 칭기즈 칸의 친위대원의 아들이자 보르테 카툰의 시종이었던 집안의 아들 볼라드 등 귀족 자제들과 함께 글을 배우게 되었다.
노무간의 결혼 여부는 원사, 원사연의, 신원사에 기록이 등장하지 않는다.

### 정치, 군사 활동

#### 북평왕 책봉, 아리크부카와의 교전
1264년(지원 원년) 8월 15일 설서관(說書官)이 되었다. 그해 쿠빌라이 칸은 고도취(高道就)를 보내 그에게 학문을 가르치게 하였다. 1265년 6월 6일 혹은 1266년 6월 6일 부황 쿠빌라이 칸으로부터 북평왕(北平王)에 봉해지고, 낙뉴금인(螭紐金印)을 하사받았다. 영지로는 북평왕의 옛 영지였던 허베이성(河北省) 일부가 주어졌다. 북평왕과 허베이성 영지는 칭기즈 칸의 공신 아라쿠사 디기투클의 동생인 비누이의 아들 셍군(鎮国)과 셍군의 아들로 툴루이의 딸 투무겐 공주의 남편 네구데이(聂古角+得), 칭기즈 칸과 보르테의 딸 알라야 베키의 남편 파르카에게 수여되었으나 이후 영지의 상속인이 없던 곳이다.
1266년 그는 쿠빌라이의 영토 중 북쪽 방면의 대리인이 되어 막북(漠北)의 카라코룸 근처로 파견, 몽골 본토에 해당하는 고비 사막 이북의 고원에 흩어진 전통 천호군의 장이 되었다. 또한 몽골민족의 본토인 몽골고원을 오가며 고원의 전체 유목민 군단의 병마를 관리, 총괄했다. 또한 카라코룸 근처의 영지를 관할하며 칭기즈 칸의 4대 조상과 칭기즈 칸의 제사를 관리했다. 그는 옛 수도 카라코룸과 그 주변지역을 주 활동무대로 이전의 오고타이처럼 고비 이북과 몽골고원을 계절이동을 하였다.
1266년 쿠빌라이 칸으로부터 아리크 부케 토벌군 총사령관에 임명되어 3천 명의 군사를 받고. 각 왕족, 부족장, 몽골본토의 천호집단으로 된 몽골기마군을 이끌고 아리크부카와 쿠빌라이 칸의 전쟁에 출정하였다. 아리크부카는 1266년 7월 혹은 8월에 투항했지만, 오고타이 한국의 카이두는 아리크부카의 계승자를 선언하고 계속 쿠빌라이 칸에 저항하였다. 1267년 노무간은 아리크부카의 지지자 카이두의 군대가 카라코룸으로 들어오는 것을 막기 위해, 북방으로 파견되어 교전하였다. 노무간의 주요 군사적 임무는 알타이산맥의 서쪽에 있는 우구데이계 울루스와 차가타이계의 울루스에 대한 군사적 압력을 가하고, 대칸의 정치, 군사적 영향력을 행사하는 것이었다.
노무간은 카이두와의 교전을 막기 위해 북방의 경비를 맡게 되었다. 1267년 3월 세조 쿠빌라이 칸은 연왕 친킴, 망갈라(忙阿剌), 노무간(那沒罕), 후게치(忽哥赤) 등에게 은(銀) 3만냥을 하사했다.

#### 카이두와 교전, 알말리크 공략
1267년 쿠빌라이 칸은 노무간에게 6만 명의 군사를 주어 서북 알말리크를 공략하게 했다. 그해 여름 노무간은 알말리크 일대를 점령하고 주둔지로 삼았다. 1268년 오고타이 한국의 카이두는 군사를 이끌고 카라코룸을 공격, 노무간의 군대는 카이두의 군사가 주둔한 곳 15km 근처까지 가, 3일 후 교전하였다. 카이두 측과 노무간 측 양측은 모두 큰 손실을 입고 성과가 없자, 쿠빌라이 카안은 추가로 군사를 파견했다. 쿠빌라이의 증원군이 온다는 소식을 들은 카이두는 도주했다.
1268년 쿠빌라이 카안은 그에게 갑옷 1천구를 보내, 병력에게 상으로 주게 하였다. 1271년 쿠빌리이의 명으로 차카타이 칸국의 칸 네구베이를 공격하였다. 그러나 네구베이는 곧 카이두와 서로 공격, 교전하다가 전사했다. 노무간의 병력은 카이두보다 수적으로 우세하였으나 곧 패하였다. 1272년 12월 혹은 1273년 1월 쿠빌라이 카안은 그에게 양과 갑옷 1천구를 주었다.
1273년 2월 쿠빌라이 카안은 친킴을 황태자로 정했으나, 노무간은 칸위에 대한 열망을 버리지 않았다. 1273년 12월 1일 쿠빌라이 카안의 명으로 보오르추(孛兀兒出)와 군사를 이끌고 출정, 같은 달 차가타이 한국의 네구베이와 교전하고 돌아와 부왕으로부터 금(金), 은(銀), 폐(幣), 백(帛) 등을 상으로 받았다.

### 체포와 킵차크 감금, 탈출
1275년 7월 쿠빌라이 카안의 명으로, 승상 안통(安童), 이복동생 코코추, 아리크 부케의 아들 요부쿠르(藥木忽兒), 몽케 칸의 손자 사르반(撒里蛮) 등과 함께 카이두 정벌에 출정했다. 차가타이 한국의 왕위 계승권을 놓고 혼란이 계속되는 틈을 타, 차가타이 한국 원정을 계획하였다. 그러나 이리강(현, 신장위구르자치구)을 넘어 말리크에 주둔 중, 1277년 7월 16일 하평왕 시리기(河平王 昔里吉) 등 몽케 칸 계열 일부의 진중 반란으로(시리기의 난), 그는 위정왕(威定王) 요부쿠르, 살리만 등에 의해 코코추 등과 함께 야간에 피랍되어 킵차크 칸국으로 끌려가 유폐되었다.
이때 툴루이의 서자로 쿠빌라이에게 반기를 들었던 소게두와, 소게두의 아들 투그 테무르, 몽케 칸의 첩의 넷째 아들이었던 하평왕 시리기 등이 진중에서 반란, 역습을 가하여, 노무간과 쿠쿠추와 안통은 밤에 알말리크의 숙영지에서 체포, 안통은 쇠사슬로 결박되었다.
시리기는 오고타이 한국 카이두에게 협상을 제의, 체포된 노무간, 코코추, 안통을 넘길 것을 제의했으나 카이두는 거절했다. 노무간, 코코추는 시리기의 측근들에 의해 킵차크 한국 주치 울루스의 뭉케 테무르 칸에게 보내져, 감금당했다. 이때 알말리크에 있던 북평왕부의 군대는 사망, 도주 등으로 와해되었다. 탈출에 성공한 장군 쿠루타이(忽魯帶) 부대는 카라코룸으로 가 중서우승상 바얀의 군대에 합류했고, 진중반란 사실을 전했다. 시리기의 기대와 달리 주치 울루스는 노무간 등을 인도받고도 시리기를 돕지 않았고, 쿠빌라이에게 공개적으로 반항하지도 않았다. 바얀이 군사를 이끌고 알말리크에 도착했으나 노무간, 코코추 등은 이미 킵차크 한국으로 보내진 상태였고, 시리기 일행은 피신했다. 살리만은 시리기, 야무쿠루를 체포해 바얀에게 넘겼지만 노무간의 행방은 알 수 없었다. 노무간은 억류되어 있다가 1278년 킵차크 한국을 탈출하였다.
1280년 2월 29일 쿠빌라이 카안은 일 한국의 아바카 칸, 정동행성중서성, 범호문(范文虎) 등에게 서역 비단옷(西錦衣), 은초(銀鈔), 폐백(幣帛) 등을 하사할 때, 노무간의 소부에도 비단옷과 은초, 폐백을 같이 내려주었다. 1280년 3월 30일 쿠빌라이 카안은 특별히 노무간에게 양과 말을 구입할 은초(지폐)를 내려주었다. 1281년 6월 28일에는 노무간의 소부의 공장(工匠)들에게 말과 양을 구입할 은초를 내려주었다.
1282년 1월 1일 대도에 도착하기 전, 쿠빌라이 카안이 보낸 사자의 명을 받고 차라쿠(札剌忽)에게 가 카이두에게 협력한 이유를 추궁했다. 1월 대도로 돌아와 쿠빌라이 칸을 만났으나 쿠빌라이 칸은 노무간에게 크게 진노하였다. 쿠빌라이 칸은 시리기 등을 체포, 이 중 시리기는 후회하였으나 고려 대청도로 유배보냈다.

### 탈출 및 귀환 이후
그해 3월 쿠빌라이가 차가타이 칸국을 정벌할 때 알현, 그해 그는 차가타이 칸국의 서북부 공략을 건의하였다. 그러나 쿠빌라이 칸은 그에게 역정을 내고 다시는 나를 볼생각 말라며 쫓아냈다. 이듬해 노무간은 소환되어 북안왕에 개봉되었다. 1284년 3월 노무간은 승상 안통 등 노무간과 같이 억류되었던 부하 장수들이 석방되자, 같이 대도로 귀환했다. 장홍범(張弘範) 등의 군사도 데리고 입경했다. 그러나 3월 8일 노무간과 승상 안통(安童)은 자청해서 북변으로 갔다. 1284년 음력 윤 5월 16일 혹은 1282년 북평왕에서 북안왕(北安王)으로 개봉되었다.
1284년 6월 19일 노무간의 휘하 케식에 겁련구(怯憐口) 1만 246명, 말 1만195마리, 양 1만60마리가 하사되었다. 노무간은 자신에게 주어진 것을 돌도(朵魯朵), 해찰라이이르(海扎剌伊兒)가 이끄는 부대의 가난한 병사들에게 하사하였다. 1284년 12월 12일 대도로 가 북안왕(北安王)의 지위와 낙뉴금인을 받고 북변으로 출정하였다. 그는 추가로 허난 성, 산시성 장안(長安, 현 시안) 일대를 영지로 하사받았다.
1286년 1월 노무간은 하남행성의 제원(济源)으로 파견되어, 쿠빌라이 카안을 대신하여 오악산(五岳山)의 산신과 하신(河神)에게 제사를 드리는 악독(岳渎) 제사에 참석하였다. 그해 노무간은 태자 책봉을 원했고, 승상 안통을 공격했으나 쿠빌라이 카안은 듣지 않았다. 쿠빌라이 카안은 친킴의 아들 다르마발라를 후계자로 내정했다.
1286년(지원 23년) 임강로(臨江路)의 일부 6만 5천호를 식읍으로 하사받았다. 1287년 2월 다시 제원(济源)으로 파견되어, 쿠빌라이 카안을 대신하여 오악산(五岳山)의 산신과 하신(河神)에게 제사를 드리는 악독(岳渎) 제사에 참석하였다. 1287년 10월 북안도총관부(都總管府)를 설치하고 직접 다스렸다. 그러나 쿠빌라이 칸은 그의 군권 상당수를 바린 바얀에게 넘겼고, 생애 후반의 수년간은 정벌, 전투에 참여하지 않았다.
1287년 4월 칭기즈칸의 동생 벨구테이의 4대손으로 몽골 동부지역의 영주이던 나얀이, 계속된 일본 정벌 실패 등에 불만을 품고, 칭기즈칸의 형제의 후손인 몽골 동부, 요령 지역을 다스리던 동방의 3왕가가 거병, 반란을 일으켰다. 노무간은 나얀의 반란 진압에 출정했으나, 반란군의 서쪽에서 공격하다가 패배하였다.

### 대권 계승 실패와 최후
노무간은 줄곧 대권을 엿보았지만 형수 코코진 카툰의 견제를 받았다. 1286년 1월 5일 형 친킴이 알콜중독으로 죽자, 그는 대권을 기대하였다. 그러나 코코진 카툰은 쿠빌라이 카안 및 원나라 대신, 몽골 부족장들을 설득, 아들 다르마발라에게 황태자 지위와 계승권을 수여받게 했다. 1290년 요부쿠르가 막북 고원의 노무간을 기습공격하였다.
1291년 혹은 1292년 12월 어떤 이유에서였는지 밝혀진 것은 없는데, 그의 지위와 군대는 그의 형 친킴의 아들, 조카 카말라에게 인계되었다. 또한 칭기즈 칸의 4대 오르도 역시 카말라에게 인계되었다. 원사, 원사연의, 몽골비사 등에는 노무간의 지위가 카말라에게 넘어간 이유가 나타나지 않는다. 한동안 중앙아시아에는 장군 바얀이 파견되고, 그는 카이두와의 전쟁에서 배제되었다. 다른 왕족 종왕에게 포로로 잡혔던 전력은 그의 칸위 계승권에 수치스러운 전력으로 취급되었고, 그에게 적자가 없는 점도 칸위 계승에 불리하게 작용했다. 다르마발라가 병사하자, 코코진 카툰은 역시 힘을 써 1293년 테무르에게 황태자지위가 가도록 했다.
1292년 또는 1294년 음력 7월 4일에 지병으로 사망했으나, 원사, 신원사 등에 정확한 사망 일자와 사망장소, 사망원인은 알려지지 않았다. 혹은 쿠빌라이 칸의 사후인 1301년에 사망했다 한다. 1298년 음력 7월 4일에 사망했다는 설도 있다. 원사에는 1292년 사망설과 1301년 사망설이 있어 노무간의 정확한 사망시점은 이견이 있다.

### 사후
원사, 원사연의, 신원사에는 그의 최후에 대한 기록이 없다. 노무간의 사람됨됨이, 인물평에 대한 기록도 나타나지 않는다. 몽골어를 한자로 번역하는 과정에서 그의 이름도 같은 사서에 那木罕, 南木合 등 다르게 기록되었다.
그가 체포되었다가 돌아온 것을 이유로 1313년 귀정왕(歸定王)의 시호를 받았다가 후에 1320년(연우 7년) 소정왕(昭定王)으로 시호가 개정되었다. 노무간은 자녀가 없어 그의 영지인 카라코룸 일대는 카말라가 계승했고, 그의 북평왕 작위는 부투쿠이(傅禿歸)에게 넘어갔다. 원 태정제 예순테무르 즉위 후, 1323년(지치 3년) 11월 25일 태정제의 명으로 회복원(会福院) 내의 고량하사(高良河寺)에 그의 초상화가 그려져 봉안되었다.
그의 초상화에는 평왕 약목한(平王 諾木干)으로 쓰여 있다. 원사에는 북평왕, 북안왕에 임명된 것만 기록됐고 그가 언제 한글자왕 작위로 승작했는지 여부는 알려진 것이 없다. 노무간의 초상화는 중국 베이징에 있다. 그의 생일과 기일은 전하지 않다가, 2000년대 이후에 와서 중국 중앙연구원 역사어언연구소 연구원(中央研究院歷史語言研究所研究員)이자 중국 국립 칭화대학교 역사연구소 합빙 교수 홍금부(洪金富)의 연구 결과 음력 6월 2일이 생일인 것이 확인되었다. 홍금부는 行香扁 37조에서 그의 생일과 기일을 찾아내어 알려졌다.

## 기타
초상화 속 노무얀의 얼굴은 그의 종손 원 무종을 닮았으나 얼굴폭이 좁은 원 무종에 비해 그의 얼굴이 넓고, 왼쪽 눈 아래에 상처 또는 점의 흔적이 있으며, 입술은 원 무종이 두껍고, 노무얀의 입술은 얇다.
노무간의 카툰의 이름, 카툰의 수 역시 원사, 원사연의에 전하지 않는다.

## 같이 보기
- 쿠빌라이-카이두 전쟁
- 쿠빌라이 칸
- 차브이 카툰
- 시리기의 난
- 카이두
- 코코추